# Mbanda (Massock)
Mbanda est un village de la commune de Massock-Songloulou; située dans le département de la Sanaga-Maritime et la région du Littoral au Cameroun. Il est situé sur la route qui lie Songmbenguè vers Pandang.

## Population
En 1967, Mbanda comptait 389 habitants, principalement Bassa.
Lors du recensement de 2005, 138 personnes y ont été dénombrées.